# Iraklio (Attyka)
Iraklio (gr. Ηράκλειο) – miasto w Grecji, w administracji zdecentralizowanej Attyka, w regionie Attyka, w jednostce regionalnej Ateny-Sektor Północny. Siedziba i jedyna miejscowość gminy Iraklio. W 2011 roku liczyło 49 642 mieszkańców. Położone w granicach Wielkich Aten.